# Andreas Vogler (calciatore)
Andreas Vogler (Berlino Ovest, 5 febbraio 1965) è un ex calciatore tedesco.
Giocò come attaccante in varie squadre in Germania e Venezuela.

## Carriera
Nato a Berlino Ovest, Vogler iniziò la sua carriera calcistica nel VfB Neukölln prima di trasferirsi al Tennis Borussia Berlin nell'Amateur-Oberliga Berlin, dove fu il capocannoniere del campionato durante la stagione 1986-87. L'anno successivo Vogler aiutò l'Hertha BSC a vincere il titolo dell'Oberliga, ma non riuscì a esordire nella 2. Bundesliga e quindi trasferito all'FC Gütersloh. Dopo la caduta del Muro di Berlino, Vogler divenne uno dei primi giocatori a trasferirsi dall'Ovest all'Est, arruolandosi nel BSV Stahl Brandenburg per la stagione 1990-91 della NOFV-Oberliga, l'ultimo anno del massimo campionato di calcio della Germania dell'Est. Vogler ha segnato due gol in nove presenze.
Nel 1991, Vogler firmò per il Caracas FC, squadra venezuelana della Primera División, e divenne il capocannoniere della stagione 1991-92. La vittoria del campionato nel 1992 e nel 1994 e la vittoria della Copa Venezuela nel 1993 e nel 1994 completano tre anni di successi in Sud America.
Dopo il suo ritorno in Germania, Vogler ha giocato per i club berlinesi Spandauer SV e SV Tasmania 73 Neukölln .
Era ancora attivo nella stagione 2012-13, giocando per la squadra di ottava divisione SV Blau Weiss Berlin, subendo sette gol contro il Tennis Borussia Berlin in una partita della Coppa di Berlino, il primo di quelli segnati da suo figlio Dennis.